# Théorie des deux sources

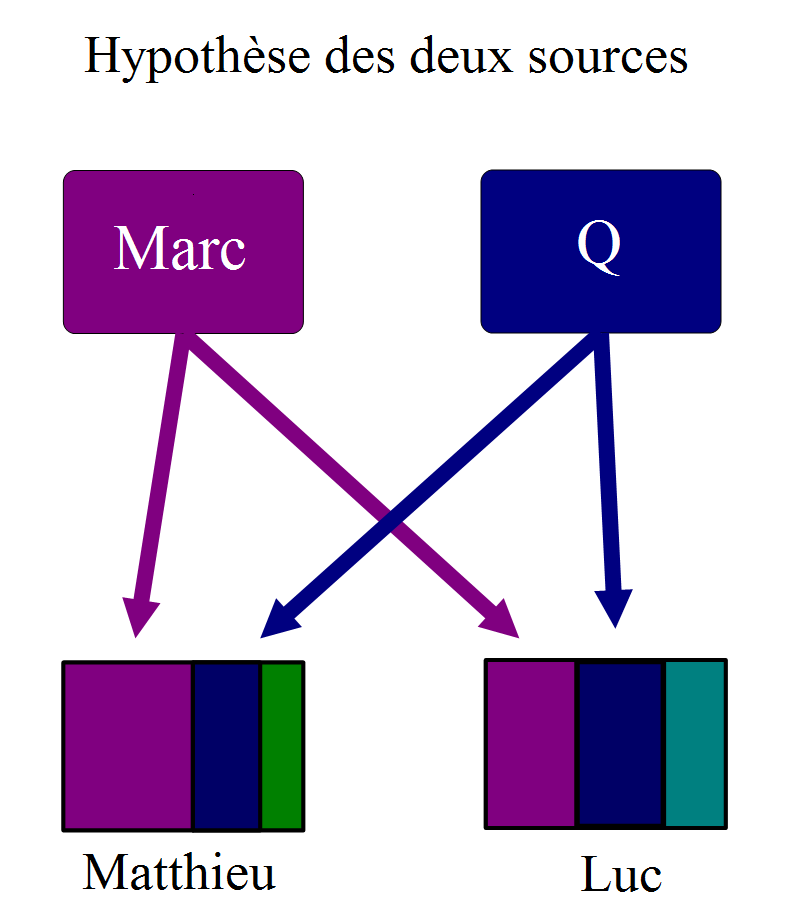
635 des 661 versets de Marc se retrouvent en Matthieu ou Luc, contribuant à respectivement 50 % et 35 % de leur texte ; Marc écarté, il subsiste entre Luc et Matthieu une portion commune, attribuée à "Q".

La théorie des deux sources est, dans l'exégèse du Nouveau Testament, une tentative de solution au problème synoptique. Elle analyse les liens de similarité et de dissemblance entre les trois Évangiles synoptiques : Matthieu (Mt), Marc (Mc) et Luc (Lc). Le principe en est que le texte de Marc est antérieur à ceux de Matthieu et de Luc, et que ces deux derniers l'ont utilisé comme source, en parallèle avec une seconde source, celle-là hypothétique : un recueil de paroles de Jésus-Christ (les logia) conventionnellement nommé « Source Q ».
Formulée pour la première fois en 1838 par Christian Hermann Weisse, la théorie des deux sources demeure marginale jusqu'aux années 1860, où elle est reprise par des spécialistes tels que Heinrich Julius Holtzmann. Plus largement acceptée depuis les travaux de Burnett Hillman Streeter dans les années 1920, elle connaît plusieurs variantes au cours du XXe siècle tout en obtenant une adhésion grandissante auprès de la communauté des chercheurs, chez qui elle fait désormais consensus.

## Histoire

### Le problème synoptique
Plusieurs épisodes figurent parfois dans l'ensemble des quatre Évangiles canoniques, parfois dans trois d'entre eux, parfois dans deux et parfois dans un seul. Tantôt ces doublons sont écrits d'une manière identique, tantôt la narration adopte un style différent. Si l'on juxtapose les trois Évangiles synoptiques (Matthieu, Marc et Luc), surgissent des analogies et des variantes d'une telle complexité qu'il devient hasardeux d'en dresser un schéma général. Tel est en substance le problème synoptique.
La question de départ est celle de l'ordre chronologique dans lequel ont été rédigés les trois synoptiques, au cours d'une période située entre 65 et 90. Il est admis par les chercheurs que l’Évangile selon Jean, au contenu distinct des trois précédents, date des années 90-95.

### Prémices et prémisses de la théorie

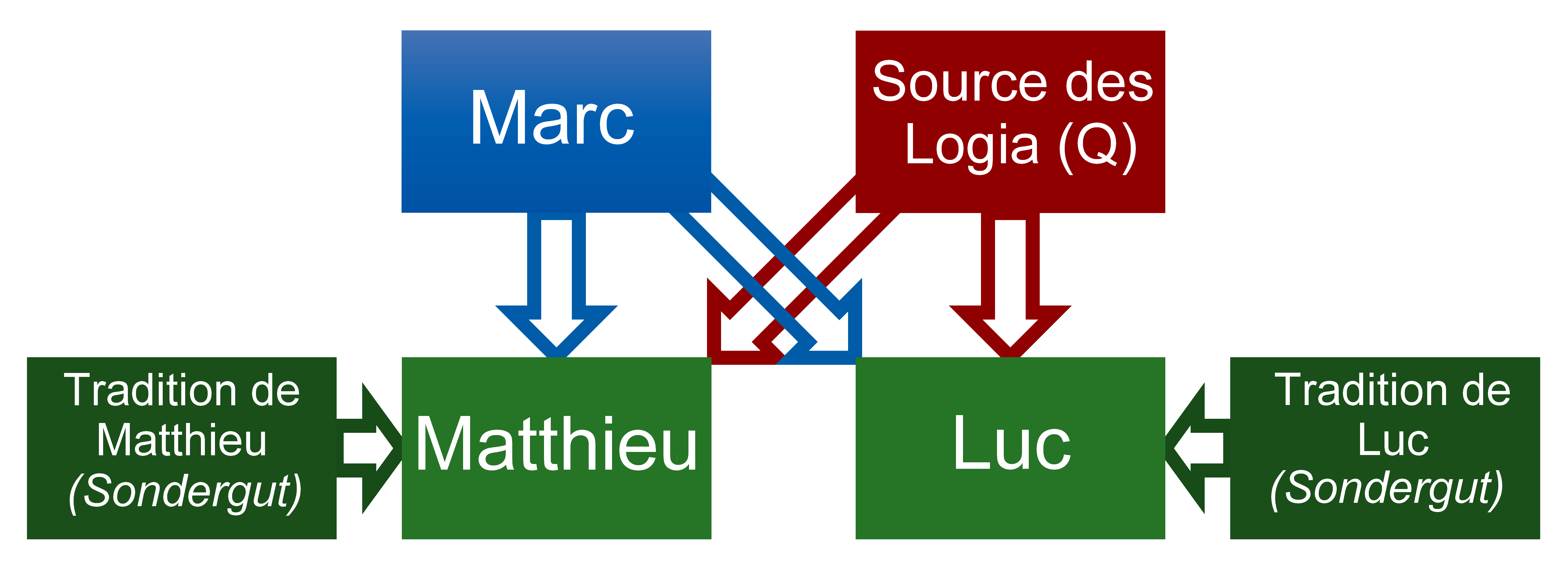
Les deux sources de Matthieu et de Luc : l'Évangile selon Marc et la Source Q, auxquels s'ajoutent leurs contenus spécifiques (Sondergut).

L'ordre canonique des quatre Évangiles, établi au IIe siècle et réaffirmé par Augustin d'Hippone dans son De consensu evangelistarum vers l'an 400, est demeuré inchangé depuis lors dans les bibles chrétiennes. Il présente la séquence Matthieu-Marc-Luc-Jean, chacun des trois derniers évangiles étant supposé avoir repris le ou les précédents. Pour Augustin, Matthieu est le plus ancien des quatre car il est l'œuvre d'un apôtre direct du Christ (Matthieu) tandis que les évangélistes Marc et Luc ne sont que des disciples de disciples, respectivement de Pierre et de Paul. Augustin estime que, si le récit de Marc renferme de nombreux passages similaires à Matthieu, c'est parce qu'il s'en est inspiré au point d'en devenir le « résumeur » : c'est la thèse du Marcus abreviator.
Cet ordre à la fois chronologique et canonique n'est guère contesté dans le catholicisme ou dans le protestantisme avant l'« hypothèse de Griesbach », à la fin du XVIIIe siècle, par laquelle Johann Jakob Griesbach (1745-1812) suppose que Marc a été influencé par Matthieu et Luc. Il ne remet pas en cause l'antériorité de Matthieu.
Puis, en 1835, le philologue Karl Lachmann (1793-1851) parvient à démontrer grâce à une critique littéraire et formelle des textes que, contrairement à la lecture traditionnelle, le plus ancien des évangiles n'est pas Matthieu mais Marc. Il conclut à l'antériorité de Marc, qui a sans doute été réutilisé par Matthieu et Luc, et cette découverte fait figure de « révolution copernicienne » dans les études exégétiques.
Toutefois, si l'on retranche de Matthieu et de Luc la totalité des passages empruntés à Marc, il reste de nombreux fragments communs à ces deux évangiles. Or ces fragments sont constitués le plus souvent de paroles de Jésus. Cherchant à déterminer leur origine, le théologien Christian Hermann Weisse (1801-1866) propose alors, en 1838, la théorie des deux sources, plus précisément la théorie des deux sources communes à Matthieu et à Luc : d'une part le texte de Marc, d'autre part un recueil de paroles de Jésus.

## Principe

### La première source: l'Évangile selon Marc

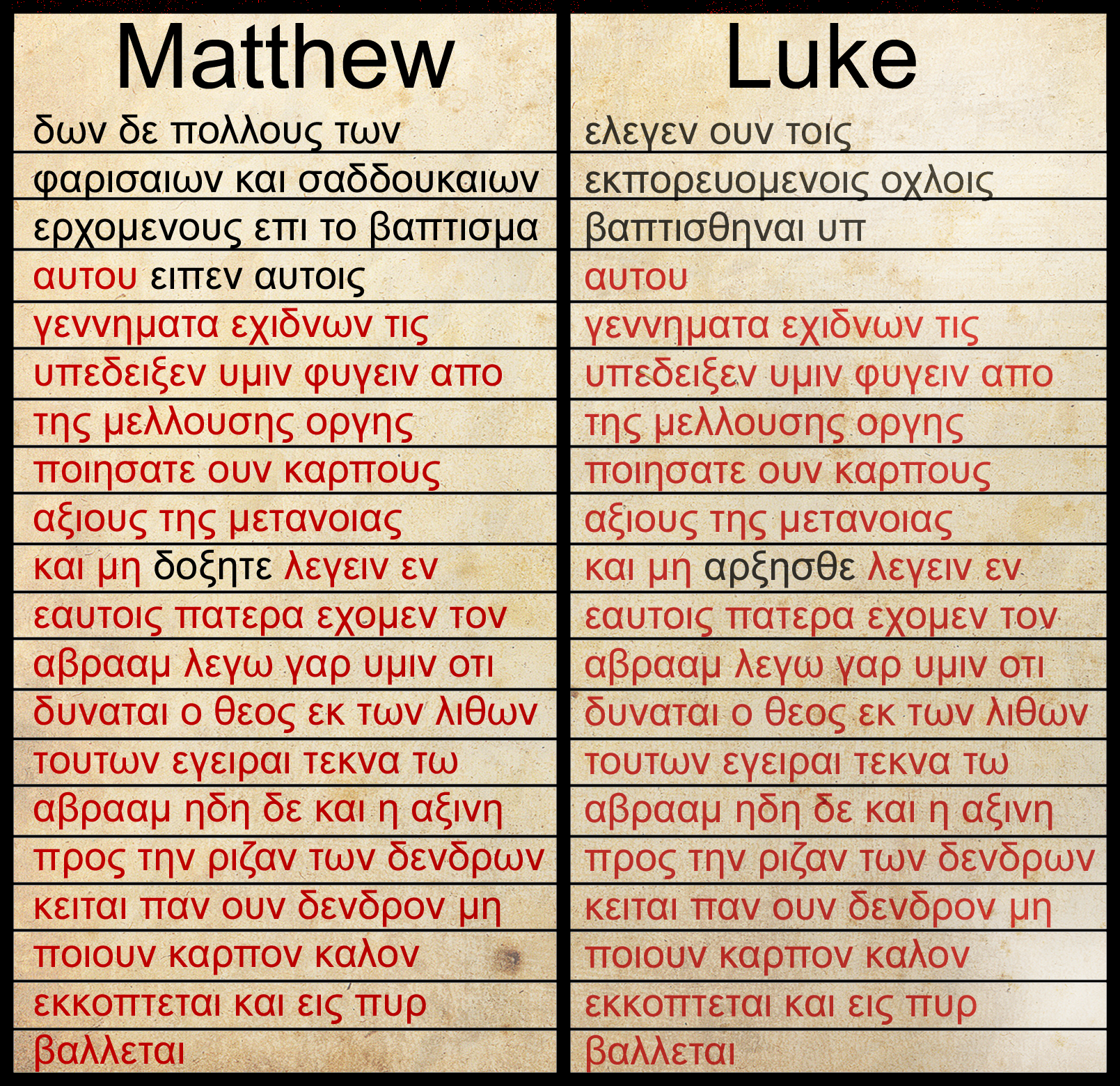
Analogies entre Matthieu 3:7-10 et Luc 3:7-9 : les mots identiques sont surlignés en rouge.

La critique des sources adopte une approche dite « généalogique » pour évaluer l'antériorité et la dépendance des évangiles les uns par rapport aux autres. Les corrélations entre les trois synoptiques peuvent en effet se chiffrer. Daniel Marguerat indique que 80 % du texte de Marc (523 versets sur 661) réapparaissent en Matthieu et 55 % (364 sur 661) en Luc. Sur les 661 versets de Marc, seuls 26 lui sont propres, 330 autres étant communs à Matthieu et à Luc, et 325 étant repris soit par l'un, soit par l'autre. Le texte marcien se retrouve presque en entier dans les deux autres synoptiques, soit 635 versets sur 661.
Matthieu et Luc se partagent de nombreux versets : 235 sur un total de 1 068 chez Matthieu et 235 sur 1 149 chez Luc. Les 523 versets de Marc utilisés par Matthieu équivalent à près de 50 % du texte matthéen, et les 364 versets de Marc utilisés par Luc représentent 35 % du texte lucanien.
Marc serait donc le plus ancien des trois synoptiques, et les rédacteurs de Matthieu et de Luc auraient puisé dans son texte. Quant aux passages communs à Matthieu et à Luc mais absents chez Marc, ils proviendraient d'une seconde source, désormais disparue : la Source Q (de l'allemand Quelle, source), constituée par un recueil de paroles (logia en grec) de Jésus. Cette Source Q daterait des années 50, tandis que Marc, le premier des Évangiles, lui serait ultérieur d'une quinzaine d'années.

### La seconde source: le recueil delogia
Le recueil de logia, reconstitué par les chercheurs, comprend selon Frédéric Amsler « un peu plus de deux cents versets ou fragments de versets sûrs, auxquels il faut ajouter une petite centaine de versets ou fragments de versets incertains », soit environ 4 500 mots dont plus de la moitié « sont rigoureusement identiques et se suivent dans le même ordre chez Matthieu et chez Luc, ce qui plaide fortement en faveur d’une source commune, qu’elle soit orale ou écrite ».
Plusieurs méthodes d’analyse textuelle ont permis de reconstituer la Source Q : les exégètes se sont fondés notamment sur les procédés de rédaction des évangiles synoptiques et sur leur genre littéraire.
La Redaktionsgeschichte (examen des modes de rédaction) indique chez Luc une plus grande fidélité aux sources que chez Matthieu : quand Luc reprend des passages de Marc, il respecte davantage l’ordre des péricopes. Pour reconstituer la Source Q, les spécialistes ont donc choisi de suivre l’ordre de Luc, en adoptant comme système de référence l’initiale Q et les numéros de chapitres et de versets présents chez Luc, ce qui donne par exemple Q 6 :20 pour la première béatitude du sermon nommé « sur la montagne » chez Matthieu et « dans la plaine » chez Luc.
À l’inverse, Luc se montre plus attaché que Matthieu à l’aspect littéraire de son texte, ce qui l’amène à modifier davantage le vocabulaire par rapport à sa source. De ce point de vue, les chercheurs se sont donc fiés davantage à Matthieu dans leur travail de reconstitution de la Source Q.
La Formgeschichte (étude de la forme) fait apparaître la Source Q comme une collection de logia de Jésus. Cette caractéristique ne connaît que quatre exceptions : les récits du baptême en Lc 3:21-22, des tentations en Lc 4:1-13, d’une guérison en Lc 7:1-10 et d’un exorcisme en Lc 11:14-17.

### En langue française
- Frédéric Amsler, L'Évangile inconnu : la source des paroles de Jésus (Q), Labor et Fides, 2006
- Raymond E. Brown, Que sait-on du Nouveau Testament ?, Bayard, 2011  (ISBN 978-2-227-48252-4)
- Hans Conzelmann et Andreas Lindemann, Guide pour l'étude du Nouveau Testament, Labor et Fides, 1999  (ISBN 2-8309-0943-7)
- Andreas Dettwiler, Daniel Marguerat, La Source des paroles de Jésus (Q) : aux origines du christianisme, Labor et Fides, 2008
- Daniel Marguerat (dir.), Introduction au Nouveau Testament : Son histoire, son écriture, sa théologie, Labor et Fides, 2008  (ISBN 978-2-8309-1289-0)

### Autres langues
- (en) Bruce M. Metzger, Bart D. Ehrman, The Text of the New Testament : Its Transmission, Corruption and Restoration, Oxford University Press, 2005.
- (en) James M. Robinson, Paul Hoffmann, John S. Kloppenborg (éds) : The Critical Edition of Q. Synopsis Including the Gospels of Matthew and Luke, Mark and Thomas with English, German, and French Translations of Q and Thomas, rédacteur en chef : Milton C. Moreland. Leuven, Peeters Press, 2000.